# Steve McIntyre
Steve McIntyre (28 de mayo de 1974) es un ingeniero de software y desarrollador desde hace mucho tiempo de Debian. Sus mejores y más conocidas contribuciones han sido en el campo de las imágenes CD/DVD de Debian; además es el líder del equipo debian-cd y responsable de generar las imágenes oficiales de la distribución.
McIntyre se presentó para el puesto de Líder del Proyecto Debian (DPL) en 2006 pero fue rechazado por Anthony Towns por solo seis votos efectivos. En 2006-2007, se le conoció como "Segundo al cargo", un puesto creado por Towns. En las elecciones DPL de 2007 fue rechazado por Sam Hocevar, de nuevo por un pequeño margen, sólo ocho votos efectivos. En 2008 se presentó de nuevo para el puesto de DPL y fue elegido. Fue sucedido en el cargo por Stefano Zacchiroli en abril de 2010.
Nacido en Wigan, Inglaterra, a las 21:12 BST del 28 de mayo de 1974. McIntyre reside en la actualidad en Cambridge y trabaja para Amino Communications.